# Rhagodes semiflavus
Rhagodes semiflavus är en spindeldjursart som först beskrevs av Pocock 1889.  Rhagodes semiflavus ingår i släktet Rhagodes och familjen Rhagodidae. Inga underarter finns listade i Catalogue of Life.